# Nony
Nony (łac. Nonae) – jedne z trzech nazwanych dni w kalendarzu rzymskim, obok id i kalend.
Termin ten nie ma żadnego (poza tradycyjnym) znaczenia w słonecznym kalendarzu juliańskim. Natomiast w pierwotnym kalendarzu księżycowym Nonae określano dziewiąty (łac. nonus), a wedle naszej rachuby ósmy dzień przed idami (w starożytnym Rzymie dni liczono włącznie). Nony przypadały piątego dnia każdego miesiąca, a w marcu, maju, lipcu i październiku – siódmego dnia. Tak więc, np. 2 kwietnia był przez Rzymian określany jako „czwarty dzień przed nonami kwietniowymi” (łac. ante diem quartum Nonas Apriles (a.d. iv Non. Apr.)).
W języku oryginału termin jest rodzaju żeńskiego i występuje wyłącznie w liczbie mnogiej (plurale tantum). Współcześnie pisany jest wielką literą. W języku polskim jest rzeczownikiem niemęskoosobowym bez liczby pojedynczej.